# ルイーズ・ブリーリー
ルイーズ・ブリーリー（英: Louise Brealey、1979年3月27日 - ）は、ルー・ブリーリー（Loo Brealey）名義でも活動している、英国の女優・著作家・ジャーナリストである。『カジュアリティー』での看護学生ロクサーヌ・バード役や、『SHERLOCK』でのモリー・フーパー役などで知られている。

## 略歴
イングランド・ノーサンプトンシャー州ボウゼトで生まれ、キンボルトン・スクールに通った後、ケンブリッジ大学で歴史を専攻した。それから彼女は、ニューヨークのリー・ストラスバーグ・インスティテュートに通い、クラウン・ティーチャーのフィリップ・ゴーリエから指導を受けた。

## 執筆活動
ブリーリーは10代の頃から映画・芸術・音楽について記事を書いており、自分の書いたレビューや特集記事を、『プレミアUK』、『エンパイア』、『ラジオ・タイムズ』、『スカイ・マガジン』、『ザ・フェイス』、『ネオン』、『AnOther』、『トータル・フィルム』などへ寄稿していた。彼女はアレハンドロ・ホドロフスキー監督の映画『アナーキー・アンド・アルケミー』"Anarchy and Alchemy'""（原題、Creation Books、2007年）の編集も務めた。
2009年4月まで、ブリーリーは『ワンダーランド』Wonderland の副編集長を務め、2月・3月号ではリヴ・タイラーへのインタビューを担当した。他にもペット・ショップ・ボーイズやアーティスト集団Gelitinの特集記事などを書いている。またフリーランスの制作補として、BBC Artsのドキュメンタリーを制作している。2013年には、彼女の最初の演劇作品『Pope Joan』がナショナル・ユース・シアターによって上演された。

## プロデュース
2012年3月に、ブリーリーはBBC Twoの子供向けコメディ・ドラマ『チャールズ・ディケンズ・ショー』をプロデュース・共同執筆し、出演もした。このドラマには、ジェフ・ラウル、ルパート・グレイヴス、ニール・ダジョン、ナサニエル・パーカー、リンダ・バロン、ハニーサックル・ウィークス、ルパート・ヤング、アジョア・アンドー、サム・ケリー、ジェフリー・ストリートフィールド、フィオナ・バトン、マライア・ゲイルが出演した。

## 俳優として

### スクリーン
ブリーリーのTVデビュー作はBBCのドラマ『カジュアリティー』であり、2シリーズにわたって看護師ロクシー・バードを演じた。2005年には、BBCの『ブリーク・ハウス』のリメイクでジュディ・スモールウィードを演じている（この作品は、チャールズ・ディケンズの『荒涼館』を映像化したものである）。テリー・ウォガンは、ジュディと、彼女の祖父で乱杭歯が特徴のスモールウィード（演：フィル・デイヴィス）を気に入り、スモールウィード役・ディヴィスの台詞 "Shake me up, Judy!"を演じて、BBC Radio 2のリスナーを楽しませた。ブリーリーは続いて、日曜夜のコメディ・ドラマ『メイヨー』に出演し、黒髪ボブで三枚目、そしてアリステア・マクゴーワンの相棒である、アノラーク役を演じた。BBCで放送されたこのドラマは、わずか1シリーズの制作で打ち切られてしまった。しかしアメリカで2007年にソフト・リリースされた際には売れ行きが好調であり、『ハリウッド・リポーター』誌では、『こちらブルームーン探偵社』に匹敵するとも評されている。また、彼女は『ドクター・フー』のローズ・タイラー役のオーディションも受けている。
彼女はその後、ドラマ『ロー&オーダー: UK』や、BBCが1950年代に制作したドラマ『ブラウン神父』のリメイク版（マーク・ウィリアムズ主演）に出演している（2013年）。
ブリーリーはスティーヴン・モファットとマーク・ゲイティスのTVドラマ『SHERLOCK』で、法医学者のモリー・フーパーを演じている。

### 舞台
ブリーリーの舞台デビュー作は、2001年にロンドンのロイヤル・コート・シアターで上演された、ジュディー・アプトンの『スライディング・ウィズ・スザンヌ』Sliding With Suzanneである。この作品はマックス・スタフォード＝クラーク指揮で、彼女は14歳の少女ソフィーを演じている。『デイリー・テレグラフ』紙では、彼女の演技を「完璧で心に強く訴えかける思春期の表現」（a perfect poignant study of adolescence）と評された。
2005年にブリストル・オールド・ヴィック制作で上演した、トム・ストッパードの戯曲『アーカディア』では、神童トマシーナを演じた。この演技は、『メール・オン・サンデー』紙に"excellent"、『デイリー・テレグラフ』紙に「夕べはすっかりルー・ブリーリーのトマシーナのものだった』("the evening belongs to Loo Brealey's Thomasina")と評されている。
続いて彼女は、ペインズ・プラウが上演し、デニス・ケリーが賞を勝ち取った二人劇『After The End』で主演した。この作品は、ロシアでも上演された上、2006年7月にはオフ・ブロードウェイでヒットすることとなる。
ブリーリーは2度、ピーター・ホールとタッグを組んでいる。最初は2007年の "Little Nell"（サイモン・グレイ作）であり、タイトル・ロールを演じてマイケル・ペニントンやティム・ピゴット＝スミスと共演した。この作品は、クレア・トマリンの書いた、チャールズ・ディケンズの愛人エレン・ターナンの一代記 "The Invisible Woman" に基づいており、"Little Nell" では彼女の人生を17歳から44歳まで辿ってみせる。ブリーリーの演技は、「素晴らしい」"excellent"（デイリー・メール）、「印象的だ」"impressive"（ザ・ステージ）、「称賛せずにはいられない」"highly compelling"（インデペンデント）、「仰天だ」"astounding"（ブリティッシュ・シアター・ガイド）などと評されている。
翌年、ホールはキングストン・アポン・テムズのローズ・シアターで上演された『ワーニャ伯父さん』に、彼女をソーニャ役として出演させた。この作品は、様々な批評で絶賛を受けることとなる。『テレグラフ』紙は彼女を「注目すべき人物」と評し、『インデペンデント』紙は彼女を『レベッカ』でのジョーン・フォンテインと同等に評価した。『スペクテーター』紙では、「ブリーリーは、怠惰な表面性の奥へ隠された、感傷的な詩情を露わにするただ一人の俳優だ。彼女の一番の強みは"平凡な"ソーニャを演じるには魅力的すぎることだが、彼女はこれを、性的な魅力が無いことをぎこちない笑いで示唆したり、落ち着きの無い動きや気抜けして輝くような純真さを見せることで偽装してみせる。全てが見事だった…」("Brealey is the only performer who uncovers the pathetic poetry beneath the indolent superficialities. Her big disadvantage is that she’s too attractive for ‘plain’ Sonya, but she disguises this by suggesting a lack of sexual allure with awkward giggles, squirrelly movements and a stupefied beaming naivety. All brilliantly done...") と評された。
2011年には、彼女はヤング・ヴィクで上演された、リチャード・ジョーンズのヒット作『検察官』で、ジュリアン・バラットとドゥーン・マッキチャンの、色情狂の娘を演じた。
さらに彼女は、ステファン・マンガンと共に、ジョー・ペンホール作の『バースデイ』Birthday に出演した。この作品の監督はロジャー・ミッシェルで、2012年にロイヤル・コートで上演されている。また、キャロライン・バードの演劇、『トロイの女』では、カッサンドラ、アンドロマケー、トロイのヘレンという3つの主要な役を演じている。この作品はゲート・シアター(ロンドン)で上演され、チケットが完売となったほどの人気であった。彼女の演技は、『衝撃的だ』"electrifying"（タイムズ）、『彼女は特筆すべき最高の演技をした』"she 'pulled off a remarkable treble'"（ガーディアン）と評されている。
ブリーリーは『イヴニング・スタンダード』紙で数々の役について語っているほか、『タイムズ』紙では舞台上でヌードになった経験について記事を書いている。
2014年2月には、グラスゴーのシチズンズ・シアターで、ストリンドベリの『令嬢ジュリー』の主役を演じた。この作品は同月6日から15日まで上演された。監督はドミニク・ヒルが務め、ジニー・ハリスが加筆脚本を書いた。ハリスは、ストリンドベリの原作から40年後の1920年代に設定を変え、舞台をスコットランドのハイランド地方に移している。この作品ではキース・フレミングがジョン（原作のジャン(Jean)）、ジェシカ・ハードウィックがクリスティーンを演じたが、登場人物はブリーリーを含めこの3人のみであった。

### ラジオ
2008年7月に、ブリーリーは『ザ・リング・アンド・ザ・ブック』の翻案 で、ポンピリア・コンパリーニ（Pompilia Comparini）を演じた。これはBBC Radio 4の『Classic Serial』シリーズの一環で制作されたものである。
ブリーリーは、2011年2月に放送された、エド・ハリスのラジオ劇『The Wall』において、アンナ役を演じている。
2014年12月9日には、BBC Radio 3で放送された、ボッカチオ作『The Wager』の翻案劇で、ジネブラ役を演じた。この作品は、モンティ・パイソンのメンバーであるテリー・ジョーンズの連作 "Decameron Nights: Ten Italian Indelicacies Remixed from Boccaccio"（意味：『デカメロンの夜―ボッカチオ作品からの10のイタリアンお下品集』）の一つとして制作された。
2014年には、彼女がBBC Radioで放送される、ニール・ゲイマン・テリー・プラチェット作『グッド・オーメンズ』の翻案制作に携わることが発表された。第1話で、彼女はシスター・マリア・ロクウェイシャスを演じた。

## TV・映画の出演作品
| 年              | 邦題 原題                                                           | 役名                                     | 注釈                                               |
| --------------- | ------------------------------------------------------------------- | ---------------------------------------- | -------------------------------------------------- |
| 2002年 – 2004年 | カジュアリティー Casualty                                           | ロクサーヌ・バード                       | TVシリーズ(95話)                                   |
| 2003年          | The Tooth Faerie                                                    |                                          | 短編映画                                           |
| 2004年          | I Want You                                                          |                                          | 短編映画                                           |
| 2005年          | ブリーク・ハウス Bleak House                                        | ジュディ・スモールウィード               | TVシリーズ(8話)                                    |
| 2005年          | The English Harem                                                   | スージー                                 | TV映画                                             |
| 2006年          | メイヨー Mayo                                                       | ハリエット・"アノラーク"・テート         | TVシリーズ(8話)、ルー・ブリーリー(Loo Brealey)名義 |
| 2007年          | Green                                                               | アビ                                     | テレビ映画、ルー・ブリーリー(Loo Brealey)名義      |
| 2008年          | ホテル・バビロン Hotel Babylon                                      | クロエ                                   | TVシリーズ(タイトル:"Episode #3.7")                |
| 2010年 – 現在   | SHERLOCK Sherlock                                                   | モリー・フーパー                         | TVシリーズ                                         |
| 2010年          | リユナイティング・ザ・ルービンス Reuniting the Rubins               | ミリ・ルービンス                         |                                                    |
| 2011年          | ロー&オーダー: UK Law & Order: UK                                   | ジョアン・ヴィックリー                   | TVシリーズ (タイトル:"Tick Tock")                  |
| 2011年          | マリーゴールド・ホテルで会いましょう The Best Exotic Marigold Hotel | 美容師                                   | ルー・ブリーリー(Loo Brealey)名義                  |
| 2012年          | The Charles Dickens Show                                            | ネリー・トレント/スクルージ/ティム坊や   | TVシリーズ                                         |
| 2013年          | ブラウン神父 (en) Father Brown                                      | エレノア・ナイト                         | TVシリーズ(タイトル:"The Mayor and the Magician")  |
| 2014年          | Delicious                                                           | ステラ                                   |                                                    |
| 2014年          | Ripper Street                                                       | アメリア・フレイン医師                   | TVシリーズ、第3シリーズの8話中7話に出演            |
| 2015年          | ヴィクター・フランケンシュタイン Victor Frankenstein                | 社交界のセクシーな女性 Sexy Society Girl | カメオ出演                                         |
| 2015年          | コンテインメント Containment                                        | サリー                                   |                                                    |
| 2019            | ザ・ウィドウ ～真実を求めて～ The Widow                             | ベアトリス                               | ITV&Amazonビデオドラマシリーズ                     |

## 劇場作品
| 年      | 邦題 原題                   | 役名                                       | 監督                             | 劇場                                      |
| ------- | --------------------------- | ------------------------------------------ | -------------------------------- | ----------------------------------------- |
| 2001年  | Sliding with Suzanne        | ソフィー                                   | マックス・スタフォード＝クラーク | ロイヤル・コート・シアター                |
| 2005年  | アーカディア Arcadia        | トマシーナ                                 | レイチェル・カヴァナ             | ブリストル・オールド・ヴィク              |
| 2006年  | After the End               | ルイーズ                                   | ロクサーナ・シルバート           | 米国・ロシアツアー、オフ・ブロードウェイ  |
| 2007年  | Little Nell                 | ネル                                       | ピーター・ホール                 | シアター・ロイヤル（バース） (en)         |
| 2008年  | ワーニャ伯父さん            | ソーニャ                                   | ピーター・ホール                 | ローズ・シアター（キングストン） (en)     |
| 2008年  | Pornography                 | 俳優7番                                    | ショーン・ホームズ               | トラヴァース・シアター (en)               |
| 2009年  | The Stone                   | ハンナ                                     | ラミン・グレイ                   | ロイヤル・コート・シアター                |
| 2009年  | The Ones That Flutter       | ジュリー・レイ                             | アビー・ライト                   | シアター503 (en)                          |
| 2010年  | Country Music               | リンゼイ                                   | リサ・ブレア、エレノア・ワイル   | ウェスト・ヨークシャー・プレイハウス (en) |
| 2011年  | Government Inspector        | 市長の娘                                   | リチャード・ジョーンズ           | ヤング・ヴィク (en)                       |
| 2012年  | トロイの女 The Trojan Women | カッサンドラ/アンドロマケー/トロイのヘレン | クリストファー・ヘイドン         | ゲート・シアター (en)                     |
| 2013年  | The Herd                    | クレア                                     | ハワード・デイヴィーズ           | ブッシュ・シアター (en)                   |
| 2014 年 | 令嬢ジュリー Miss Julie     | ミス・ジュリー                             | ドミニク・ヒル                   | シチズンズ・シアター (en)                 |
| 2014年  | Letters Live                |                                            |                                  | ヘイ・フェスティバル（ウェールズ）        |
| 2015年  | Letters Live                |                                            |                                  | フリーメーソンズ・ホール                  |